# Wierau
Die Wierau ist ein 14 km langer rechter Nebenfluss der Hase. Er entspringt auf etwa 150 m Höhe im Wiehengebirge im Bad Essener Ortsteil Rattinghausen und mündet nordöstlich vom Werscher Berg unweit vom Linner See im Bissendorfer Ortsteil Wersche in die Hase. Auf ihrem Weg zur Mündung speist sie u. a. die Burggräben der Schelenburg bei Schledehausen.

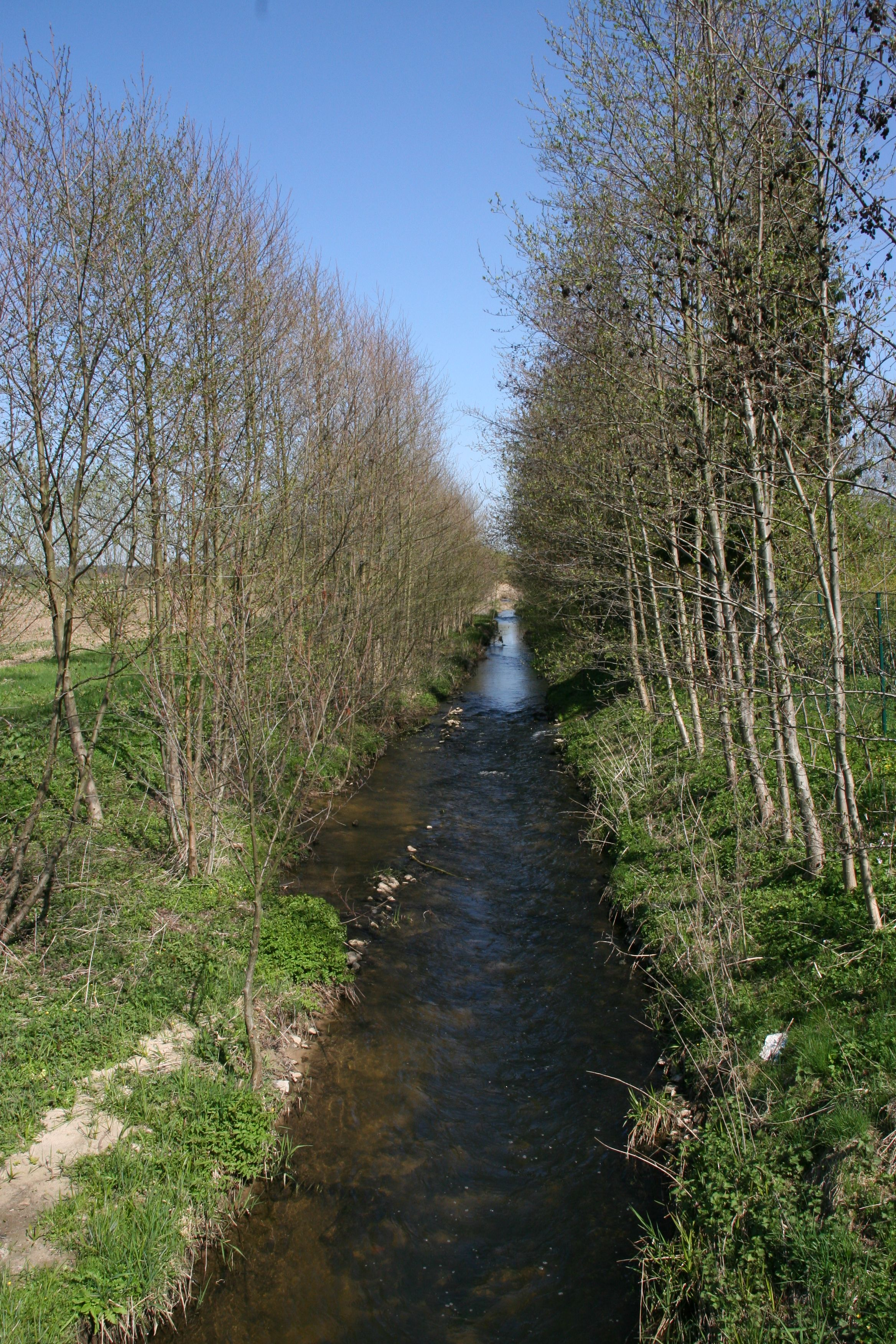
Die Wierau nördlich von Schledehausen
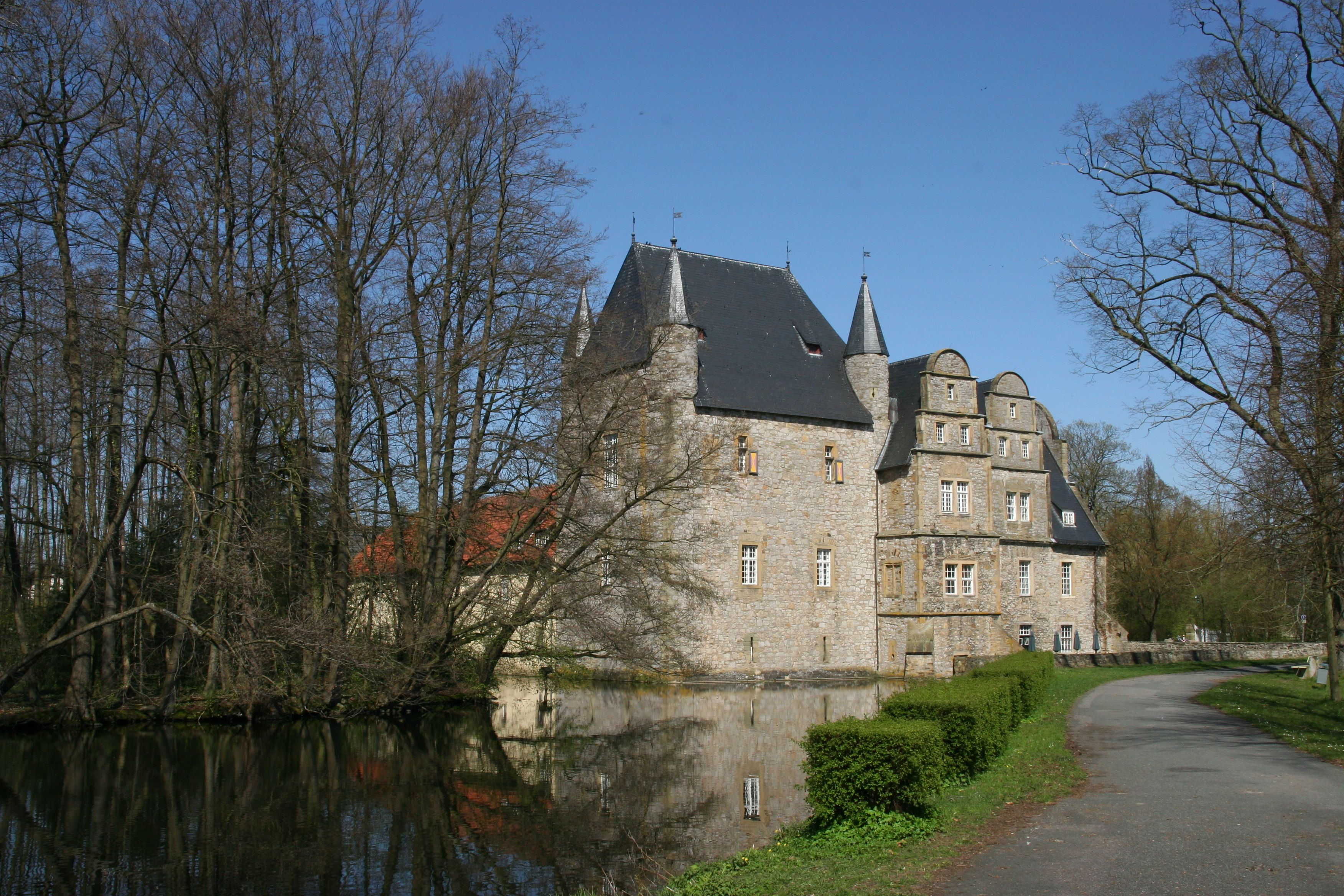
Die Schelenburg mit ihrem von der Wierau gespeisten Burggraben
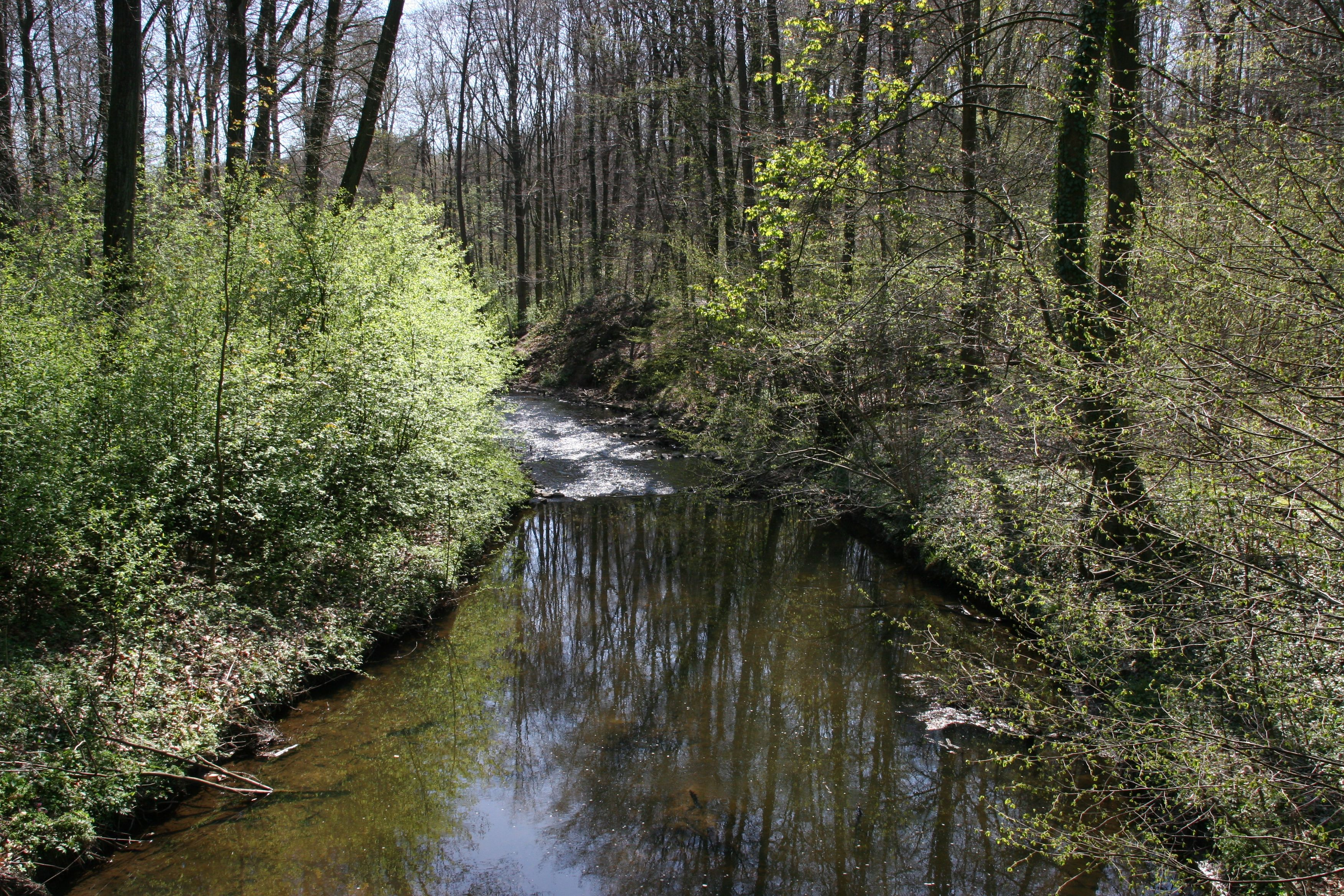
Die Wierau beim Schledehausener Freibad
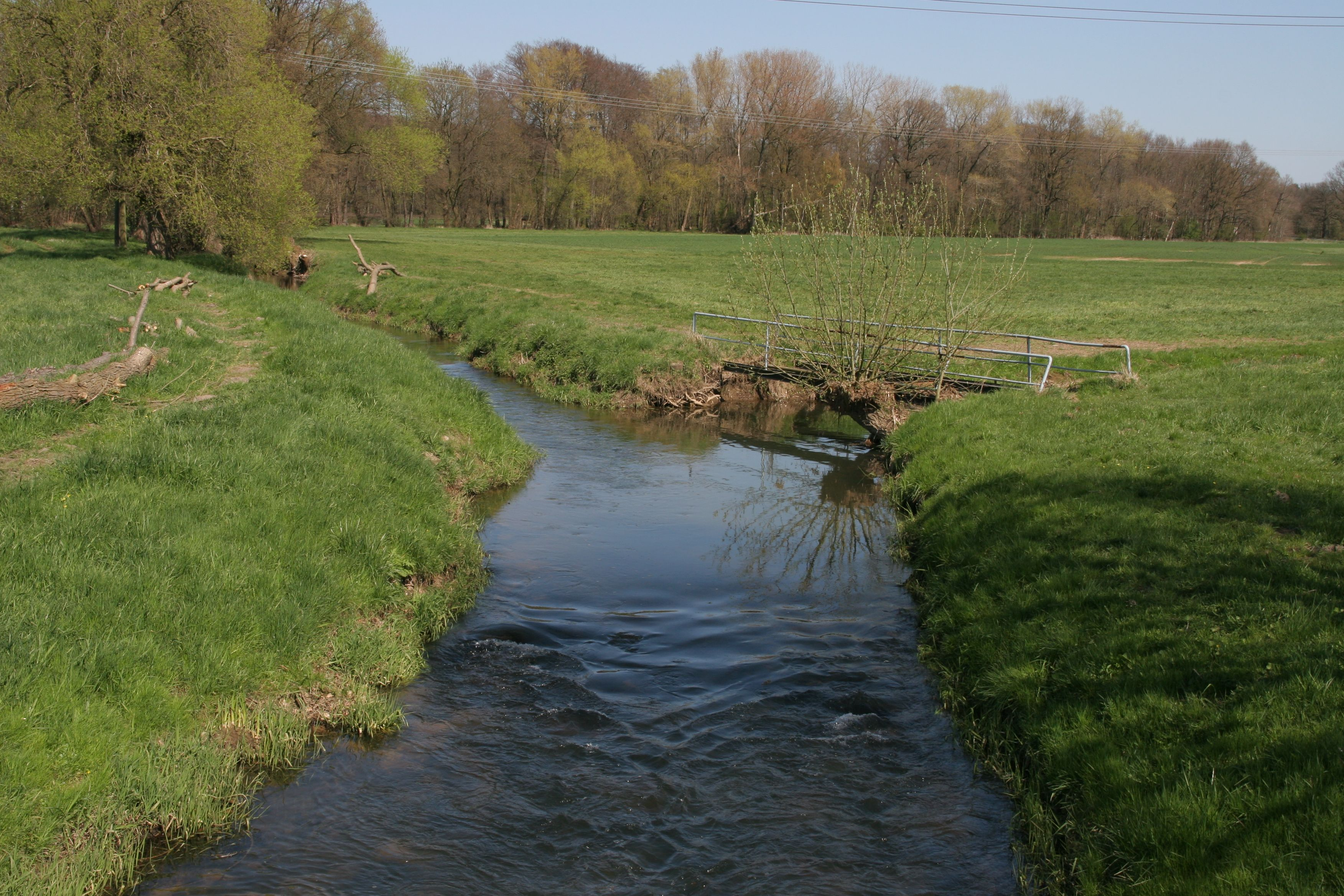
Mündung der Wierau (links) in die Hase